# Mohamed Sarr
Pour les articles homonymes, voir Mohamed Mbougar Sarr et Sarr.
Mohamed Adama Sarr, né le 23 décembre 1983 à Dakar, est un footballeur international sénégalais. Ce défenseur évolue principalement en faveur du Standard de Liège, club où il reste cinq saisons.

## Biographie

### Carrière en club
Mohamed Sarr joue en Italie, en Turquie, en Belgique, en Espagne et en Grèce.
Il évolue pendant cinq saisons avec le club du Standard de Liège, disputant avec cette équipe plus de 100 matchs en première division belge.
Au sein des compétitions européennes, il joue 14 matchs en Ligue des champions (un but), et 19 en Coupe de l'UEFA (un but également). Il participe à la phase de groupe de la Ligue des champions lors de la saison 2009-2010 avec le Standard.

### Carrière en équipe nationale
Mohamed Sarr reçoit 16 sélections en équipe du Sénégal entre 2001 et 2010, sans inscrire de but.
Il participe avec l'équipe du Sénégal à la Coupe d'Afrique des nations 2008 organisée au Ghana, mais en restant sur le banc des remplaçants.

## Palmarès
- Standard de Liège
  - Champion de Belgique en 2008 et 2009
  - Vainqueur de la Supercoupe de Belgique en 2008 et 2009
  - Finaliste de la Coupe de Belgique en 2007